# Пневматическое оружие

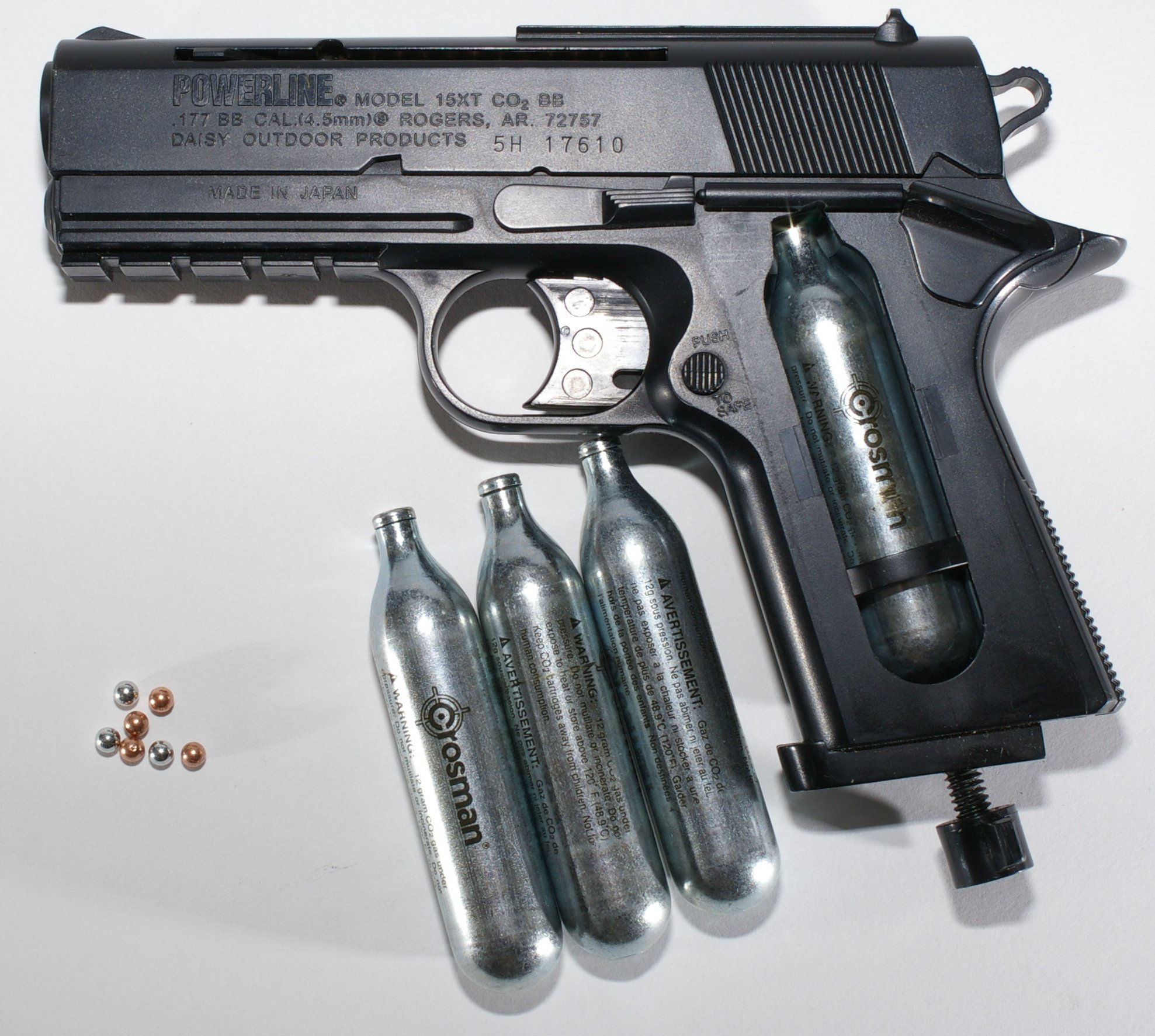
Пневматический пистолет на баллонах с углекислым газом (CO_{2}).

Пневмати́ческое ору́жие — разновидность оружия, в котором снаряд вылетает под воздействием газа, находящегося под давлением.
Слово «пневматический» происходит от др.-греч. πνεῦμα «ветер, дыхание».
Современное пневматическое оружие предназначено преимущественно для спортивной и развлекательной стрельбы (вплоть до игрушечного с пластиковыми пульками 6 мм), а также охоты на птицу и мелкого зверя, вроде белок, кроликов или куниц. Поэтому у него обычно небольшая мощность: дульная энергия спортивной и развлекательной пневматики обычно не превышает 7,5 Дж, а охотничьей — 25 Дж. Между тем, никаких принципиальных теоретических пределов мощности пневматического оружия не существует. Например, в XVII — первой половине XIX века оно вполне серьёзно рассматривалось как альтернатива огнестрельному в вооружении армии, так как имело по сравнению с примитивными пороховыми ружьями при сравнимой мощности большое число преимуществ — в частности, намного бо́льшую скорострельность и точность, нечувствительность к погодным условиям, меньшую шумность, отсутствие демаскирующего стрелка дыма при выстреле, и так далее. Современная серийная высоко-мощная охотничья пневматика имеет калибр вплоть до 12,7 мм, дульную энергию порядка сотен джоулей и пригодна для охоты на крупную дичь.
В соответствии с Федеральным законом России «Об оружии», пневматическое оружие определяется как «оружие, предназначенное для поражения цели на расстоянии снарядом, получающим направленное движение за счёт энергии сжатого, сжиженного или отверждённого газа».

## История пневматического оружия
Первое пневматическое ружьё было создано в 1580 году в Швеции, сейчас оно хранится в Королевской сокровищнице.

## Классификация

### По принципу действия
В настоящее время известны следующие типы пневматического оружия:
- Духовые трубки, в которых метание снаряда производится силой легких стрелка;
- Пружинно-поршневая пневматика, в которой сжатый воздух для метания пули образуется непосредственно в момент выстрела за счет движения внутри цилиндра массивного поршня, разгоняемого разжимающейся пружиной:
  - газопружинная пневматика, в которой используется газовая пружина;
  - электропневматическое оружие («при́воды») — в котором сжатие боевой пружины осуществляется за счет энергии, запасенной в аккумуляторной батарее;
- Газобаллонная пневматика, в которой для метания пуль используется газообразная фаза углекислоты (CO2):
  - со встроенным перезаправляемым резервуаром;
  - со сменным баллоном.

Газобаллонная пневматика на CO2 по принципу действия резко отличается от использующей сжатый воздух или иной хранящийся под давлением газ: служащий в ней в качестве источника энергии баллон с жидкой углекислотой по сути представляет собой маленький паровой котёл, работающий за счёт притока тепла из окружающей среды. Если обычный паровой котёл, наполненный водой, для получения водяного пара необходимо нагревать за счёт сжигания топлива, то углекислота начинает кипеть уже при −57°С, так что даже комнатной температуры вполне достаточно для того, чтобы над заключённой в баллоне жидкой фазой CO2 образовывался насыщенный пар — газообразная фаза углекислоты, которая может отбираться из баллона для совершения механической работы, в данном случае — метания снарядов.
При температуре в 20°С давление в баллоне будет составлять около 55 атмосфер, причём его падение, наступающее вследствие отбора очередной порции пара углекислоты, провоцирует повторное кипение жидкой фазы CO2. Это, в свою очередь, вызывает повышение давления в баллоне вплоть до достижения им исходного значения, соответствующего термодинамическому равновесию системы в целом. Давление в баллоне будет восстанавливаться до тех пор, пока в нём будет оставаться жидкая фаза углекислоты (на этом же принципе, но с использованием воды в качестве рабочего тела, функционируют бестопочные паровозы).
Таким образом, в отличие от баллона со сжатым воздухом, давление в котором (а значит — и скорость выпускаемой оружием пули) необратимо снижается после каждого выстрела, баллон с жидкой углекислотой представляет собой до определённого предела саморегулирующуюся систему, способную поддерживать давление газообразной фазы на более или менее постоянном уровне. Достижение такой стабильности характеристик в пневмобаллонной пневматике требует применения специального сложного устройства — редуктора.
Однако, как и в случае любого парового котла, если из баллона с углекислотой стравить слишком много пара — давление в нём упадёт до такой степени, что на его восстановление до исходного значения потребуется довольно значительное время. Кроме того, при кипении углекислоты баллон сильно охлаждается из-за активного поглощения тепла из окружающей среды, так что при активной стрельбе его температура может опуститься настолько, что кипение углекислоты на какое-то время станет вялым или даже практически вовсе прекратится. Иными словами, повторяемость выстрелов из газобаллонной пневматики в большой степени зависит от темпа стрельбы: при соблюдении паузы между выстрелами, достаточной для восстановления давления в баллоне, она позволяет достичь высокой стабильности начальной скорости пули на протяжении большого числа выстрелов, однако при интенсивной стрельбе начальная скорость пули может на определённое время существенно падать.
С этой точки зрения выгодным является использование баллона как можно большего объёма, давление в котором меньше падает при каждом выстреле и быстрее восстанавливается. Однако процедура заправки баллона жидкой углекислотой ощутимо сложнее, чем сжатым воздухом. Так, перед заправкой пустой баллон необходимо охлаждать, так как попытка использовать неохлаждённый баллон с высокой вероятностью закончится образованием в нём паровой пробки из газообразной углекислоты, не дающей заправить баллон полностью. Поэтому в большинстве случаев используются заправляемые в заводских условиях одноразовые стандартные баллоны небольшой вместимости — 8 или 12 граммов углекислоты, например — предназначенные для бытовых сифонов.
С точки зрения характеристик пневматического оружия использование в нём углекислоты является маловыигрышным и не позволяет достичь высоких характеристик. Так, скорость звука в CO2 составляет лишь 260 м/с при 0°С, что существенно ограничивает максимальную начальную скорость пули. При низкой температуре окружающей среды давление в баллоне — а значит и начальная скорость пули — ощутимо падает, а время, уходящее на его восстановление после выстрела — значительно возрастает. Хотя в теории кипение углекислоты будет продолжаться вплоть до достижения температурой окружающей среды значения в −57°С, на практике уже при небольшой отрицательной температуре продолжительная стрельба из углекислотной пневматики становится практически невозможна. Содержащаяся в баллоне жидкая фаза углекислоты при определённом положении оружия при стрельбе (с поднятым кверху стволом, особенно при горизонтальном расположении баллона) может проникать через выпускной клапан в ствол и там немедленно затвердевать, что приводит к потере стабильности начальной скорости пули (при выстреле эта твёрдая фаза углекислоты выбрасывается из ствола в виде снега). Кроме того, углекислота способна разрушать резиновые уплотнения, которые требуют периодической замены из-за разбухания.
Все вышеперечисленные недостатки, однако, являются сравнительно малозначительными при применении углекислоты в развлекательном пневматическом оружии, что и является основной нишей углекислотной газобаллонной пневматики.
- Компрессионная пневматика, в которой сжатый воздух для метания пули высвобождается в момент выстрела из специальной накопительной камеры. Воздух в накопительную камеру нагнетается перед каждым выстрелом при помощи расположенного на оружии ручного насоса:
  - компрессионная — с однократной ручной накачкой (взводом), как правило это маломощные чисто спортивные модели;
  - мультикомпрессионная — с многократной ручной накачкой, отличается намного большей мощностью при низкой скорострельности, так как перед каждым выстрелом приходится работать насосом, причём возможно регулировать начальную скорость пули за счёт различного числа качков; Характеризуется в первую очередь высоким постоянством начальной скорости пули, а также полным отсутствием отдачи.
- Пневматика с предварительной накачкой или пневмобаллонная пневматика, в которой сжатый воздух для выстрела дозируется из расположенного на оружии резервуара, заправка баллона сжатым воздухом осуществляется от внешних источников: ручных либо электрических компрессоров высокого давления, баллонов со сжатым воздухом либо гелием;
- Пневматическое оружие на пневмопатронах, в котором используются специальные многоразовые патроны, заправляемые сжатым воздухом. Конструктивно оружие на пневмопатронах в значительной степени сходно с огнестрельным, существуют специальные наборы для приспособления огнестрельного оружия под пневмопатроны с целью удешевления тренировок с ним и развлекательной стрельбы.
- Пневмоэлектрическое оружие, которое дополнительно содержит горючий элемент, расположенный с возможностью контакта со сжатым газом, и при выстреле сгорающий в сжатом газе.
- Пиропневматическое оружие, оно же пневматика с горючим газом — по сути является переходным этапом от пневматики к огнестрельному оружию. В качестве пропеллента использует смеси пропана и бутана с воздухом, бензовоздушные смеси. Позволяет вести автоматический огонь. Во многих странах может законодательно приравниваться к огнестрельному.

### По дульной энергии и калибру
- до 3 Дж, любых калибров — с точки зрения законодательства РФ является не оружием, а «конструктивно схожим» с ним предметом[3], предназначенным для обучения стрельбе и развлекательной стрельбы;
- до 3 Дж, калибр 6 либо 8 мм — т. н. «мягкая пневматика» c имитацией внешнего вида настоящего боевого оружия. В основном — автоматическое оружие, приводимое в действие электродвигателем, однако так же распространены газовые и пружинные модели. Боеприпасы — пластмассовые шарики (BB) диаметром 6 либо 8 мм. Применяется для целей развлекательной стрельбы и для военно-спортивной игры «Страйкбол». По закону РФ также не является оружием;
- около 3,5 Дж, калибр 10 мм — для игры в пейнтбол, внешне копирующие реальное оружие (RAM — Real Action Marker), на территории РФ не является оружием и классифицируется как спортивный снаряд;
- до 7,5 Дж, калибр 4,5 мм — спортивное и охотничье пневматическое оружие, пневматическое оружие для начального обучения стрельбе и развлекательной стрельбы, также используется для военно-спортивной игры — «Хардбол»;
- около 14 Дж, калибр 17,3 мм — применяется в военно-спортивной игре «Пейнтбол», на территории РФ не является оружием и классифицируется как спортивный снаряд;
- свыше 7,5 до 25 Дж, калибры 4,5; 5,0; 5,5; 6,35 мм — т. н. магнум-пневматика. Спортивное и охотничье пневматическое оружие, в России продается по лицензии МВД и требует регистрации как и огнестрельное оружие;
- от 25 Дж и выше, практически любых калибров — спортивное и охотничье пневматическое оружие, пневматическое оружие для военного применения (тренировочной стрельбы); в России, в основном, не сертифицировано, так как существующее законодательство не предусматривает существования пневматического оружия с дульной энергией выше 25 Дж, в связи с чем его оборот законодательством никак не урегулирован (фактически — сертифицируется по категориям «до 3 Дж» или «до 7,5 Дж», так как конструкция многих видов пневматического оружия позволяет регулировать начальную скорость пули в широких пределах).
- пневматическая артиллерия — пневматические орудия, применявшиеся на «динамитном крейсере», миномёты, противолавинные орудия и т. п.

## Боеприпасы

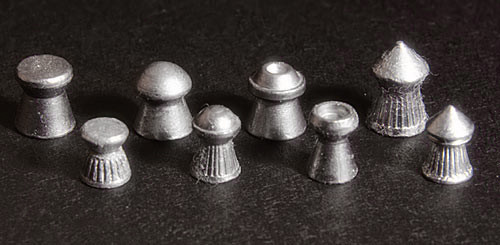
Свинцовые пули для пневматики.
Верхний ряд — 5,5 мм (.22 дюйма), нижний — 4,5 мм (.177 дюйма)

В англоязычных странах пули для пневматики, в отличие от пуль к огнестрельному оружию (bullets), как правило обозначают термином pellets. В русском языке такого различия не делается, но на бытовом уровне применительно к боеприпасам для пневматики часто употребляется уменьшительная форма «пу́льки».
Большинство пулек для пневматики делают из свинца, так как они предназначены для стрельбы из нарезного оружия и должны быть достаточно мягкими, чтобы нормально идти по нарезам. Тем не менее, форма большинства пуль предусматривает возможность стрельбы и из гладкоствольной пневматики за счёт наличия полого хвостовика-стабилизатора. Такая форма пули рассчитана только на дозвуковую скорость полёта. Даже если мощная пневматическая винтовка способна разогнать пулю до сверхзвуковой скорости, в полёте она из-за своей формы будет кувыркаться, и точность такой стрельбы будет крайне невысока. Поэтому для стрельбы из мощной пневматики применяют более тяжёлые пули, что обеспечивает сохранение дозвуковой скорости полёта. Увеличение массы пули соответственно ведёт к увеличению калибра. Массу пули принято измерять в гранах (Gr, лат. granum). В калибре 4,5 мм большинство пуль имеют массу от 6 до 10.5 гран.
Наиболее распространенные калибры пуль для пневматического оружия — 4,5 мм (.177) и 5,5 мм (.22); реже встречаются калибры 5,0 мм (.20) и 6,35 мм (.25). Существует и более крупнокалиберная пневматика, вплоть до 12,7 мм (.50).
BB — стальные шарики диаметром 4,5 мм (калибр 0,177 дюйма), предназначенные для развлекательной стрельбы, преимущественно из гладкоствольного оружия. Обычно BB покрыты цинком или медью для предотвращения коррозии и уменьшения износа ствола при выстреле. Фактический диаметр стальных шариков обычно составляет от 4,4 до 4,45 мм и всегда меньше калибра ствола. Стрельба из нарезной пневматики ими теоретически возможна, но на практике приводит к ощутимо более интенсивному износу ствола. Кроме того, высокий разброс диаметра шариков иногда все же приводит к их застреванию в канале ствола. Стандартный омедненный стальной шарик диаметром от 4,4 до 4,45 мм весит приблизительно 0,3 грамма.
Иногда ошибочно полагают, что это название произошло от слов «ball bearing» («шарикоподшипник») или «bullet ball» («шариковая пуля», если она сделана из пластмассы), в действительности же это обозначение среднего размера дроби, находящегося между размерами «B» и «BBB».
Пневматическое оружие может стрелять и пульками из других материалов, например, пластика. Пейнтбольное оружие стреляет шариками с тонкой пластиковой оболочкой, наполненными безвредной краской (пищевым красителем).

## Начальная скорость пули

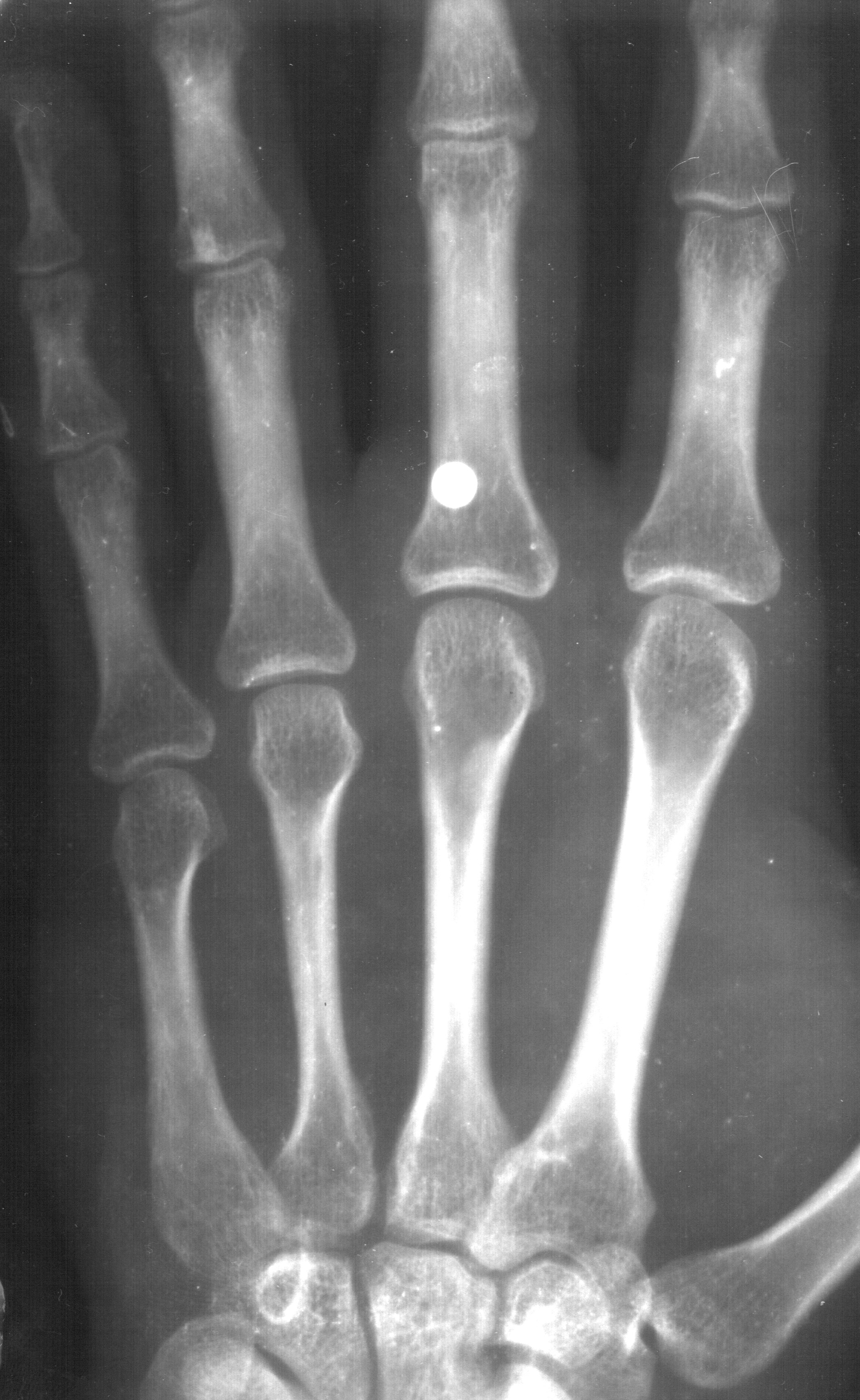
BB-пуля пневматического пистолета внутри руки

Начальная скорость пули в пневматическом оружии ограничена скоростью распространения волны расширения в используемом в нём в качестве рабочего тела газе, которая равна скорости звука в нём и для воздуха составляет при комнатной температуре около 340 м/с. Фактически могут быть достигнуты и несколько большие скорости, особенно в пружинно-поршневых винтовках, в которых воздух при выстреле сильно нагревается (скорость звука при этом растёт), а часть используемой для него энергии образуется за счёт сгорания смазочного масла (в таких случаях говорят, что винтовка «дизелит»).
У большинства пистолетов начальная скорость пули не превышает 100—150 м/с, у мощных винтовок может достигать и даже незначительно превышать скорость звука в воздухе (340 м/с). Пневматика с многократной накачкой позволяет разгонять пули до околозвуковых скоростей — 250—300 м/с. Некоторые модели пружинно-поршневой пневматики (ППП) позволяют незначительно превысить скорость звука в воздухе — 350—380 м/с, но при таких скоростях стандартные свинцовые пули для пневматического оружия уже не применяются, так как их форма не обеспечивает устойчивого полёта с такими скоростями, а после торможения до звуковой скорости происходит резкий скачок уплотнения в обтекающем пулю воздухе, нарушающий траекторию её полёта[уточнить]. Оружие, использующее в качестве рабочего тела углекислый газ, имеет более скромные характеристики, так как скорость звука в нём составляет всего 260 м/с. Напротив, использование газов с высокой скоростью звука (например, гелия) позволяет достигать существенно более высоких скоростей, чем при использовании атмосферного воздуха — это возможно в некоторых моделях PCP-пневматики.
Для достижения высокой кучности стрельбы большинство образцов пневматического оружия стреляют с дозвуковыми скоростями, а повышение мощности, при необходимости, обеспечивается за счет использования пуль увеличенной массы.
При закачке газа из баллона может использоваться не только воздух. Использование газов с более высокой скоростью звука позволяет поднять мощность выстрела.

## Пневматические пистолеты
В настоящее время существует большое количество фирм-производителей пневматического оружия. В этом списке присутствуют и российские, и предприятия других стран. Дизайн пневматических пистолетов придумывается фирмой-изготовителем, либо берётся путём копирования с огнестрельного аналога (конкретного — например, Colt 1911, Beretta M9, пистолет Макарова, и так далее, — или сборного).

## Пневматические винтовки и карабины
Российские пневматические винтовки многочисленны и представлены преимущественно моделями для развлекательной стрельбы и начального обучения стрельбе. Количество российских охотничьих и спортивных пневматических винтовок невелико, что отчасти связано с вопросами законодательства — массовый российский производитель (ИжМех) «честно» сертифицирует свои охотничьи винтовки как охотничье оружие, что делает возможным их приобретение только при наличии лицензии, в то время, как заграничное оружие того же класса мощности (как и продукция более мелких частных российских фирм) находится в свободной продаже и, даже несмотря на более высокую стоимость, пользуется неизмеримо большим спросом. Фактически, охотничьи винтовки производства ИжМехЗавода обычно даже не представлены в ассортименте специализированных магазинов, так как желающих занимать ими место в «огнестрельной» лицензии обычно не находится. По техническим характеристикам они уступают лучшим импортным аналогам, но ценятся своей надёжностью и простой конструкцией. Ассортимент импортного пневматического оружия значительно превосходит ассортимент российского, однако стоимость импортного оружия также значительно выше.

## Пневматические орудия

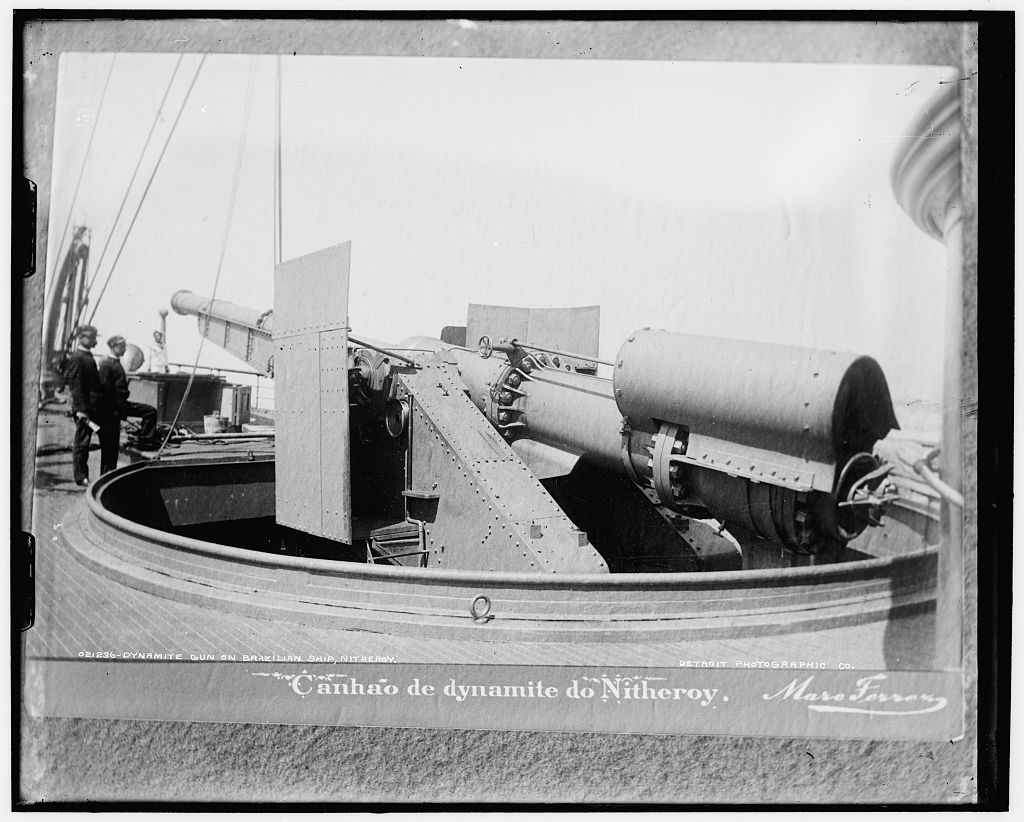
Морское 10,5-дюймовое пневматическое орудие.

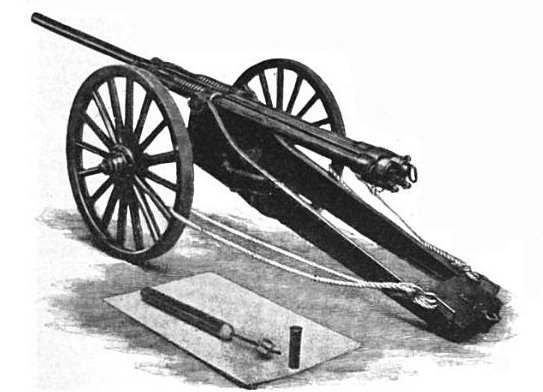
Сухопутное 2,5-дюймовое орудие, использовавшее для стрельбы пороховой газогенератор. Рядом изображены продолговатый оперённый снаряд к нему и пороховая шашка, служащая источником энергии.

Пневматическая артиллерия пережила короткую вспышку популярности сразу после изобретения первых мощных взрывчатых веществ, которые не могли быть применены в снарядах обычной пороховой артиллерии, так как имели слишком высокую чувствительность, либо при контакте с металлом во время хранения снаряда образовывали особо чувствительные соединения, и при выстреле могли самопроизвольно детонировать прямо в канале ствола. В таких условиях оказалась весьма привлекательна возможность пневматического оружия плавно регулировать нарастание давления, исключая резкий толчок при выстреле.
Наибольшего успеха добились американцы, в 1880-х годах разработавшие и принявшие на вооружение флота и береговых батарей гладкоствольные 8-дюймовые и 15-дюймовые пневматические орудия, стрелявшие продолговатыми оперёнными фугасными снарядами (часто описываемыми как «внешне напоминающие ракеты»), которые содержали, соответственно, около 50 и 100 кг взрывчатого вещества (влажного пироксилина). Начальная скорость снаряда достигала 250 м/с, предельная дальность стрельбы — 4,5…5 километров, при этом прямого попадания по вражескому кораблю не требовалось — помимо обычного контактного взрывателя, снаряды были снабжены также электрохимическим, который срабатывал с небольшой задержкой после попадания головной части снаряда в воду, поражая подводную часть корпуса вражеского корабля. Траектория снаряда была навесной, а время подлёта к цели достигало 12 секунд, поэтому в основном пневматические орудия рассматривали в качестве альтернативы тогдашним торпедам, не отличавшимся ни большой дальностью, ни высокой точностью стрельбы. Для питания орудия использовался 140-атмосферный компрессор, приводимый в действие паровой машиной. Первый вариант 15-дюймового орудия устанавливался в корпусе корабля стационарно, так, что наведение осуществлялось всем корпусом, однако это оказалось неудачным решением, и более поздние варианты разрабатывались уже в качестве обычных штыревых палубных установок.
Действие пневматических орудий по цели было более, чем удовлетворительным, и в литературе конца XIX века они описывались как оружие исключительной разрушительной силы, способное серьёзно изменить облик войны на море. Дело в том, что огромная мощность взрыва их снарядов, недостижимая для традиционной артиллерии того времени, не оставляла шансов даже броненосцам, а небольшая масса и отсутствие отдачи позволяли устанавливать пневматические орудия большой мощности на небольших кораблях или даже переоборудованных торговых судах:
Усовершенствование пневматической пушки было бы равносильно смертельному удару, нанесенному всем современным кораблям, так как трудно себе даже представить, чем их можно защищать от таких снарядов. Вследствие того что сотрясение при пневматической стрельбе весьма незначительно, такие пушки могут быть смело поставлены на коммерческие пароходы, что уже и было сделано на «Нитеройе» во время Бразильской войны— Х. Вильсон, «Броненосцы в бою».
Между тем, взрывчатые вещества быстро совершенствовались, и уже в Русско-японскую войну японцы с большим успехом применили разработанные в Англии мощные фугасные снаряды к обычной артиллерии крупного калибра, которые, как и ожидалось, оказались весьма разрушительным оружием. Японский 12-дюймовый (305 мм) фугасный снаряд содержал около 50 кг тринитрофенола («лиддит», «мелинит Шимозе») в особой защитной оболочке из оловянной фольги, которая при контакте с тринитрофенолом не образовывала особо чувствительных химических соединений. В России также были разработаны снаряды, начинённые особым образом стабилизированным пироксилином, однако их конструкция оказалась неудачной, взрыватели были ненадёжны, а разрывной заряд — слишком слаб, что стало одной из причин Цусимской трагедии российского флота. Позднее в снарядах к морской артиллерии стали также применяться тринитротолуол и тетранитропентаэритрит. Наконец, впоследствии, после появления боевой авиации, тот же самый принцип поражения корабля взрывом большого количества взрывчатого вещества был положен в основу принципа действия авиабомб, окончательно положивших конец эпохе броненосного флота.
Пневматическая артиллерия же не поспевала за развитием огнестрельной, и после того, как уже в начале XX века дальность стрельбы последней достигла 10 и более километров, оказалось неконкурентоспособной — установленная под Нью-Йорком береговая батарея пневматических орудий к тому времени могла быть с лёгкостью расстреляна с кораблей, находящихся далеко за пределами предельной дальности её стрельбы. К этому добавились также специфические проблемы пневматической артиллерии, связанные со сравнительно низким развитием технологий на рубеже XIX и XX веков — в частности, её постоянными спутниками были утечки воздуха и ненадёжная работа многочисленных клапанных устройств.
В США существовало также полевое пневматическое орудие системы Симса и Дадли калибром 2,5 дюйма (64 мм), в котором вместо компрессора использовался пороховой газогенератор, расположенный в параллельной стволу трубе. Орудие устанавливалось на обычном для тогдашней артиллерии колёсном станке. Единственным её преимуществом перед пороховым орудием была сравнительная бесшумность, благодаря чему она с ограниченным успехом использовалась в Испано-американской войне 1898 года для диверсионных целей, а впоследствии также вышла из употребления. Правда, в Первую мировую войну французы и австрийцы широко применяли в окопной войне пневматические миномёты, которые забрасывали мину калибром до 200 мм и массой до 35 кг на дальности порядка 1 км, но и здесь воздух оказался со временем вытеснен порохом.

## Охота
На территории РФ, в соответствии с Федеральным законом «Об оружии», разрешено применение на охоте пневматического охотничьего оружия с дульной энергией не более 25 Дж, что было также подтверждено решением Верховного Суда РФ от 26.08.2005 № ГКПИ05-987 О признании пункта 22.3 Типовых правил охоты в РСФСР, утв. Приказом Главного управления охотничьего хозяйства и заповедников при Совете Министров РСФСР от 04.01.1988 N 1, в части, касающейся запрета применения на охоте пневматического охотничьего оружия с дульной энергией не более 25 Дж, недействующим и не подлежащим применению со дня введения в действие Федерального закона «Об оружии».
При этом фактически с 2005 года до настоящего времени никаких определённых правил охоты с пневматикой так и не было разработано, а допуск или недопуск вооружённых ей охотников в охотхозяйства производится де факто исключительно по произволу отвечающих за них егерей. На их усмотрение такая охота может быть, в частности, приравнена к браконьерству, по аналогии с запрещённой во многих местностях подзаконными актами, входящими в прямое противоречие с федеральным Законом «Об оружии», охотой с малокалиберными винтовками под патроны кольцевого воспламенения.
В мире охота с пневматическим оружием широко распространена, в особенности на птицу и мелких млекопитающих вроде сурков. По сути, любая имеющаяся в продаже пневматика калибра 5,5 мм и выше является по своему исходному назначению охотничьей — в качестве спортивного и развлекательного оружия оптимален «стандартный» калибр 4,5 мм. Крупнокалиберная (9 и более мм) пневматика используется для охоты на крупную дичь вплоть до оленей и кабанов.

## Основные производители
Основными производителями пневматического оружия являются:
- Россия: ИЖМЕХ, Аникс, ООО «Калибр», ООО «ЭДган», ООО «Демьян», ЗАО КСПЗ;
- Чехия: CZ;
- Тайвань: KWC;
- Австрия: Steyr;
- Германия: Umarex, Weihrauch, Diana RWS, Walther, Suhl Haenel, J. G. Anschütz, Feinwerkbau;
- Дания: ASG;
- Англия, Швеция: Logun, Webley, BSA Guns, FX Airguns, Gunpower Airguns, Air Arms;
- США: Crosman, Daisy, Benjamin, Borner, Gletcher, AirForce;
- Испания: Norica, Gamo, Cometa;
- Турция: Hatsan, Kral, Torun Arms;
- Франция: Cybergun;
- Мексика: Mendoza;
- Китай: Shanghai, BAM, BMK;
- Корея: Evanix, Sumatra;

Umarex производит большое количество оружия под брендами: Ruger, Walther, Colt, Browning, Hammerli, Beretta, Magnum.